# Thriller (single)
 For alternative betydninger, se Thriller (flertydig). (Se også artikler, som begynder med Thriller)
"Thriller" er en hit-single fra 1982, skrevet af Rod Temperton og indspillet af Michael Jackson som titelsang på albummet Thriller. Selvom hittet kun lå nummer et i ganske få lande, er det i dag anerkendt som et af Jacksons allerstørste hits, men også et af verdens mest berømte sange, og dertilhørende musikvideo.
Skuespilleren Vincent Price lægger stemme til et rap i nogle udgaver af sangen.

## Musikvideo
Filminstruktøren John Landis skrev sammen med Michael Jackson musikvideoen til "Thriller", som Landis instruerede. Musikviden, der er opbygget som en spillefilm, var banebrydende idet at den var 13.43 minutter lang, hvilket på det tidspunkt var rekordlængde for en musikvideo. Musikvideoen var også banebrydende i budget og sine specialeffekter, herunder makeupeffekter af Rick Baker, og var bl.a. med til at gøre tv-stationen MTV populær.
Musikvideoen følger Michael og hans kæreste, hvor Michael frier til hende, og hun accepterer glædeligt. Han afslører dog at han ikke er som andre og forvandler sig til en varulv. Det viser sig dog kun at være en film i biografen som Michael er inde og se sammen med sin kæreste. Hun bliver dog så skræmt at hun ikke vil se filmen færdig, og de går gennem de mørke gader, men samtidig vækkes en masse zombier til live som Michael danser med, og videoen ender uventet.